# 神保成吉

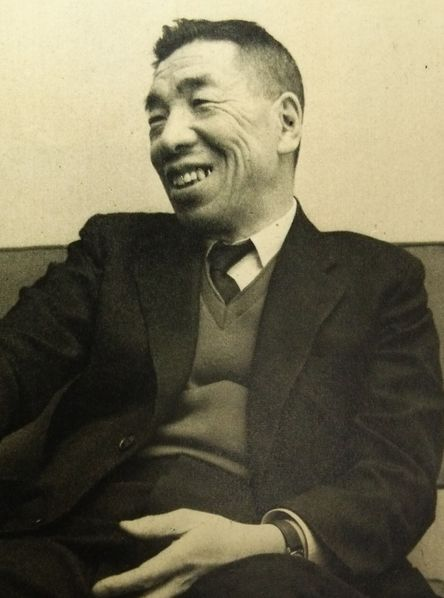
1956年

神保 成吉（じんぼ せいきち、明治29年（1896年）2月29日 - 昭和40年（1965年）11月7日）は、日本の電気工学者。

## 人物
明治29年（1896年）、石川県金沢市にて、実業家・神保八十吉の長男として生まれる。金沢第一中学校、第四高等学校を経て、大正8年（1919年）、京都帝国大学電気工学科を卒業。
逓信省に入省し、同省電気試験所技師兼逓信局技師となる。昭和3年（1928年）、ドイツ、アメリカ、カナダへ留学。昭和4年（1929年）、電気試験所第1部長となり、陸軍技術本部嘱託を兼任。昭和7年（1932年）、誘導型積算電力計の研究で工学博士の学位を得る。昭和8年（1933年）10月、パリで開催された第8回万国度量衡総会に帝国委員（日本代表）として出席。
三菱電機研究部次長、同技術顧問を経て、東京明治工業専門学校校長、明治大学工学部部長（初代）、明治大学科学技術研究所所長を歴任した。電気工学、電気計測に関する研究が多く、著書に『試験技術と特殊測定』『電気磁気測定』『電気磁気学』『電気回路論』などがある。